# Moishe Oysher
Moishe Oysher (în idiș משה אוישער‎; n. 8 martie 1907, Lipcani, gubernia Basarabia, Imperiul Rus – d. 27 noiembrie 1958, New Rochelle⁠(d), New York, SUA) a fost un evreu basarabean, cantor american și actor de teatru idiș. A fost considerat drept unul dintre cei mai talentați chazanimi (cantori evrei).

## Biografie
S-a născut în târgul Lipcani (acum oraș din raionul Briceni, Republica Moldova) din ținutul Hotin, gubernia Basarabia a Imperiului Rus, în familia cantorului Selig Oysher. Potrivit lui Oysher, familia sa continua șase generații de chazanimi. Tatăl lui Oysher a emigrat în America când Moyshe era mic, lăsându-l în grija bunicului său. A început să cânte în școală și a jucat câteva roluri în Der Berditchever rov („Rabin de Berdicev”) al poetului basarabean Eliezer Steinbarg. El l-a numit ulterior pe Steinbarg ca fiind o influență profundă asupra vieții sale. 
În 1921, a emigrat în Canada pentru a se alătura tatălui său. Pe drum, vocea i s-a deteriorat, așa că în Canada a lucrat la început ca spălator de vase pentru a se întreține.
După ce vocea a revenit la normal, a început să cânte din nou, în cluburi literare și dramatice. S-a întâlnit cu actorul Wolf Shumsky și a călătorit cu el la Winnipeg, unde a jucat teatru idiș timp de trei sezoane. A fost admis în Uniunea Actorilor din Canada în 1924 și a jucat în teatrul idiș din Montreal sub îndrumarea lui Isidore Hollander. În 1928 a cântat o perioadă la radioul idiș din Philadelphia, unde părinții săi se mutaseră, iar în același an a fost angajat la Hopkins Theatre din Brooklyn, apoi la Newark cu soția sa Florence Weiss și apoi la Lyric Theatre. În 1931 a fost acceptat în Uniunea Actorilor din New York și a jucat în grupul lui Anshel Shor, apoi a jucat cu Boris Thomashevsky, iar în 1932, și-a înființat propria companie și a călătorit în Argentina, Uruguay și Brazilia.
Întorcându-se în America, a lucrat la radio și a jucat împreună cu soția sa în opereta comună a lui Harry Kalmanovitsh și Joseph Rumshinsky – Dos heyst gelibt („Aceasta este ceea ce se numește a fi iubit”). Cam în același timp, cu încurajarea prietenilor, a aplicat pentru a petrece slujbe ca chazan pentru sărbători religioase la prima prima sinagogă română-americană, din Manhattan, New York, și a provocat furor printre public.
În 1943, Oysher a semnat un contract cu Fortune Gallo pentru a interpreta mai multe roluri la Chicago Opera Company, însă după un atac de cord a trebuit să abandoneze ideea. A continuat să lucreze la radio și ca chazan, până când, după alte atacuri de cord, la sfatul medicilor săi, a intrat în pensionare.
În ceea ce privește popularitatea sa, a fost considerat „drag multor evrei...”. A folosit melodii ritmice similare în rugăciunile sale, respectând întotdeauna stilul basarabean tradițional de Doină și evreiesc de Nusah⁠(en)[traduceți]. A jucat de asemenea în trei filme idiș.